# Pithecellobium maestrense
Pithecellobium maestrense är en ärtväxtart som beskrevs av Ignatz Urban. Pithecellobium maestrense ingår i släktet Pithecellobium och familjen ärtväxter. Inga underarter finns listade i Catalogue of Life.